# 遠藤五平太
遠藤 五平太（えんどう ごへいた、文化5年8月16日（1808年10月4日） - 明治21年（1888年）7月14日）は、幕末の武士、中西派一刀流の剣術家。諱は正贇。

## 生涯
木曽代官・山村家の武術師役を務めた遠藤正芳の子として、信濃国筑摩郡福島（現 長野県木曽郡木曽町福島）に生まれ、父より真開流剣術・体術を学ぶ。五平太の主家の山村家は代々、木曽代官を務め、木曽福島の関所を守る家で、尾張藩に属しているが半ば独立しており、江戸城では旗本待遇で江戸屋敷も拝領していた。
- 文政5年（1822年）、代官・山村良熙の小姓として出仕。
- 文政6年（1823年）9月、剣術修行のため江戸に出て、浅利義信（中西派一刀流）に入門する。当時の浅利道場は、後継者となるはずだった千葉周作が義信から独立して出て行って北辰一刀流を開いた後だった。
- 文政10年（1827年）、山村家の江戸留守居添役になるが、翌11年（1828年）に剣術修行のため辞めることを願い出、許される。

浅利義信の弟子の中で傑出した2名のうち一人が五平太で、五平太の髪型が奴髷であったので「木曽奴」と呼ばれたという。江戸での修行中、千葉周作と交流したり、上総・安房に廻国修行に出たりしたが、中西派一刀流を裏切った周作と交わっていることで人間関係に軋轢が起こり、周作とも疎遠になっていったという。
- 文政12年（1829年）、浅利義信より皆伝を授けられ、木曽福島に帰郷した。
- 帰郷後の文政13年（1830年）、木曽福島に道場を開く。同年、山村家の剣術師役に任じられた。

木曽福島で毎年開かれる馬市では諸藩の剣術家や廻国修行者が集まって試合が行われていた。五平太も毎年馬市で試合をしたが、稲垣定之助（北辰一刀流）の片手突に敗れたのが唯一の負けで、他は負け無しだったという。島崎藤村の小説『夜明け前』で、五平太の武技を見るために馬市に諸流の剣客が集まった様子が昔の木曽福島の情景の一つとして触れられている。
- 天保12年（1841年）、関所の責任者である関所番に任じられる。
- 安政4年（1857年）、息子の磯太郎に剣術師役を譲るが、磯太郎は万延元年（1861年）12月、廻国修行中に伊賀で死んだ。
- 安政6年（1859年）、飛騨から帰る途中、標高が高くまだ米作ができなかった西野村（現 長野県木曽郡木曽町開田高原西野）を通った五平太は、この地に新田開発の余地があることを見抜き、庄屋の青木愛衛門に新田開発を勧め、費用も出した。これがこの地の米作のはじまりという。
- 文久2年（1862年）10月、師の浅利義信の養子・浅利義明より、これを五平太に授けるよう義信の遺言があったということで「一刀流指南本免状」が送られた。
- 文久3年（1863年）5月27日、尾張藩主・徳川茂徳に謁見し、剣術についての質問を受ける。
- 明治元年（1868年）11月8日、尾張藩校・明倫堂の剣術師範後見役となり、名古屋に赴く。主家の山村家もこれを名誉として五平太を1石加増した。
- 翌2年（1869年）8月、剣術師範後見役を辞任し、木曽福島に帰る。

既に明治元年12月、福島の関所は新政府に引き渡され、主家の山村家も木曽代官を解任されていたので、山村家の家臣達は自活するしかない状況だったが、五平太は鬢付け油製造事業を興し成功する。しかし、収益金は貯蓄し普段の生活は質素であったという。
- 明治14年（1881年）4月、浅利義明より印可を授かった山岡鉄舟が、明治天皇の巡幸の先発として木曽福島を訪れ五平太と試合をした。試合の模様は、両者木刀を構えしばらく睨み合っていたが、鉄舟の方が「参りました」と一礼したという。

五平太にとって、五平太を斬って名を揚げようとする者に真剣で斬りかかられることは日常茶飯事であったという。
- 明治21年（1888年）7月14日死去。享年81。木曽町の興禅寺に葬られる。

孫（磯太郎の子）の彦作は剣術を受け継がなかったが長野県議会議員を務めた。五平太の弟子は約8百人にのぼり、信濃だけでなく飛騨や美濃東部、尾張からも入門者がいた。主な弟子に、天狗党の乱に加わった原田忠作、尾張藩剣術師範となった小幡直弥・今井佐十郎、後に名古屋長塀流を開き剣道範士となった杉山保次郎がいる。